# Ouhoumoudou Mahamadou
Ouhoumoudou Mahamadou (ur. 1954) – nigerski polityk, od 3 kwietnia 2021 do 26 lipca 2023 roku premier Nigru. 

## Życiorys
Był ministrem górnictwa, energetyki i przemysłu w latach 1991-1993 oraz ministrem finansów w latach 2011-2012 w rządzie poprzedniego premiera - Brigiego Rafiniego.
Został mianowany na premiera przez prezydenta Mohameda Bazouma 3 kwietnia 2021 roku. Został obalony w lipcu 2023 wraz z prezydentem Bazoumem w wyniku wojskowego zamachu stanu. Przyczyną zamachu była profrancuska polityka prowadzona przez niego i Bazouma, czego dowodzą antyfrancuskie zamieszki połączone z jego obaleniem. Władzę przejęła wtedy Narodowa Rada Obrony Ojczyzny.